# Hermanas del Buen Pastor de Crema
La Congregación de Hermanas del Buen Pastor (oficialmente en italiano: Istituto delle suore del Buon Pastore) es una congregación religiosa católica femenina de vida apostólica, que tiene su origen en la antigua Congregación de Hijas Penitentes de Santa María Magdalena, fundada por la marquesa Julia Falletti di Barolo, en 1833. El instituto de Crema se independiza en 1923. A las religiosas de este instituto se les conoce como hermanas del Buen Pastor de Crema y posponen a sus nombres las siglas S.B.P.

## Historia
La primera casa de las penitentes o magdalenas fue la de Turín (Italia), fundada en 1833, luego Julia Faletti continuó fundando otras comunidades en Cremona, Vercelli y Brescia. El fin de la congregación era el rescate de las jóvenes de la calle o prostitutas a través de una vida de oración y consagración, es decir pretendían el cambio de la "mala vida" por una vida religiosa contemplativa. Por lo tanto el instituto era de vida claustral y cada casa, como los monasterios, eran independientes unas de las otras. En 1923 la casa de Crema, fundada por las religiosas de Cremona, donde eran conocidas como hermanas del Buen Pastor, cambiaron la vida contemplativa por el apostolado, convirtiéndose así, en una congregación religiosa de vida activa. Con la aprobación pontificia, mediante decretum laudis del 14 de marzo de 1962, el instituto se convierte en una congregación religiosa de derecho pontificio.
Varias ramas de las hermanas del Buen Pastor del Cremona y Piacenza se unieron en único instituto, en 1965, con el nombre de Hijas de Jesús Buen Pastor. La rama de Crema aún mantiene su independencia con el nombre de Hermanas del Buen Pastor, considerándose a sí mismas como descendientes directas de la antigua congregación fundada por Julia Falletti de Barolo.

## Organización
La Congregación del Buen Pastor es un instituto religioso centralizado, de derecho pontificio, cuyo gobierno es ejercido por una superiora general. Sus religiosas, conocidas como hermanas del Buen Pastor de Crema, se dedican a recuperar de la prostitución o de la calle a las jóvenes que así lo deseen.
En 2015, el instituto contaba con cinco comunidades y unas 29 religiosas, presentes solo en Italia, cuatro de ellas en la provincia de Cremona. La casa general se encuentra en la localidad de Crema.